# カスティリオーネの戦い (1706年)
カスティリオーネの戦い（カスティリオーネのたたかい）は、スペイン継承戦争（1701年 - 1714年）における戦闘の一つ。1706年9月8日にイタリア北部に位置するロンバルディア州カスティリオーネ・デッレ・スティヴィエーレ付近でメダヴィー伯爵率いる1万2千名のフランス軍がフリードリッヒ1世率いる約1万名のヘッセン＝カッセル方伯領軍に勝利した。

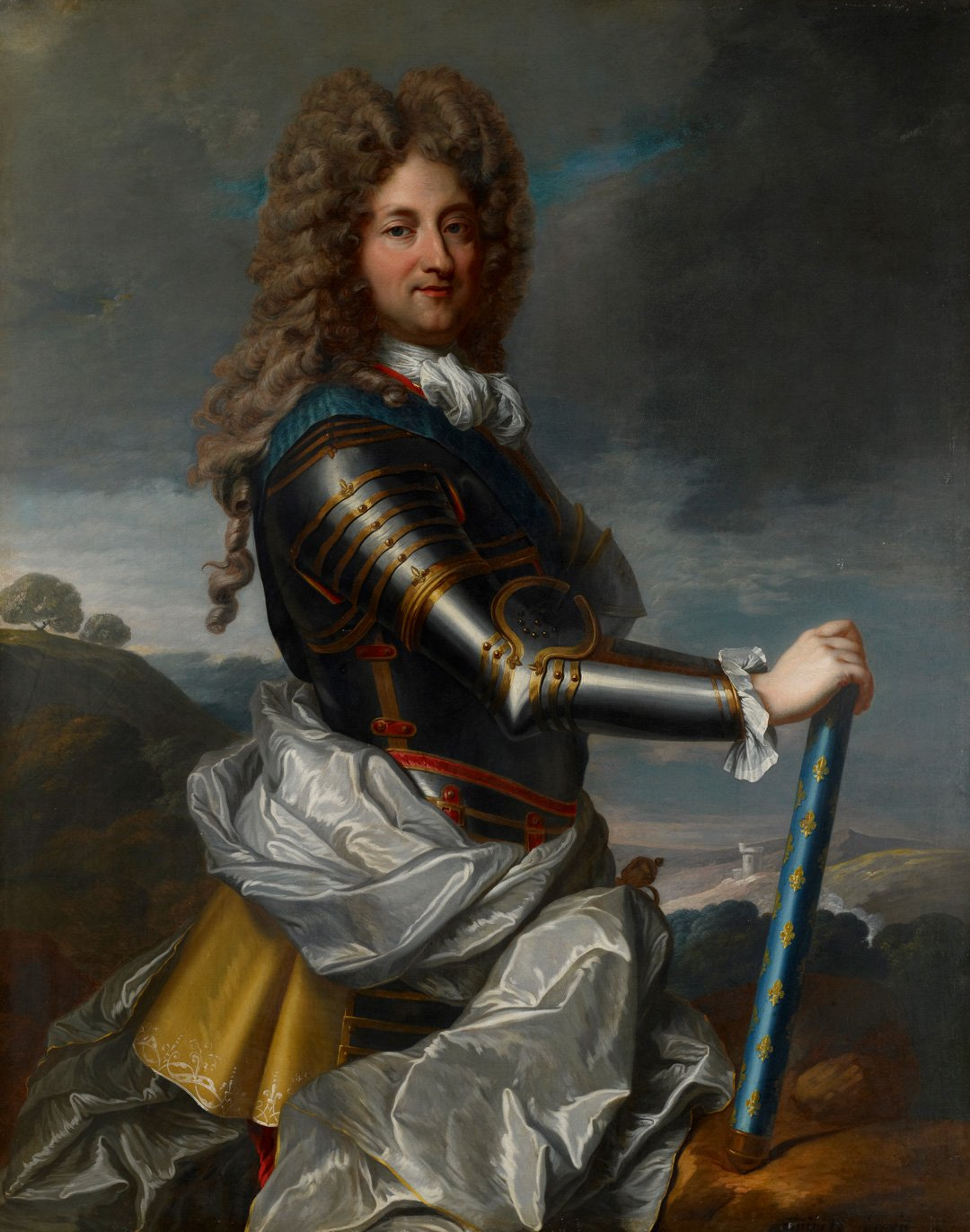
イタリアにおけるフランス司令官フィリップ2世 (オルレアン公)